# Botryosphaeria xanthocephala
Botryosphaeria xanthocephala är en svampart som först beskrevs av Syd., P. Syd. & E.J. Butler, och fick sitt nu gällande namn av Ferdinand Theissen 1916. Botryosphaeria xanthocephala ingår i släktet Botryosphaeria och familjen Botryosphaeriaceae.   Inga underarter finns listade i Catalogue of Life.